# Alessandro Sanquirico

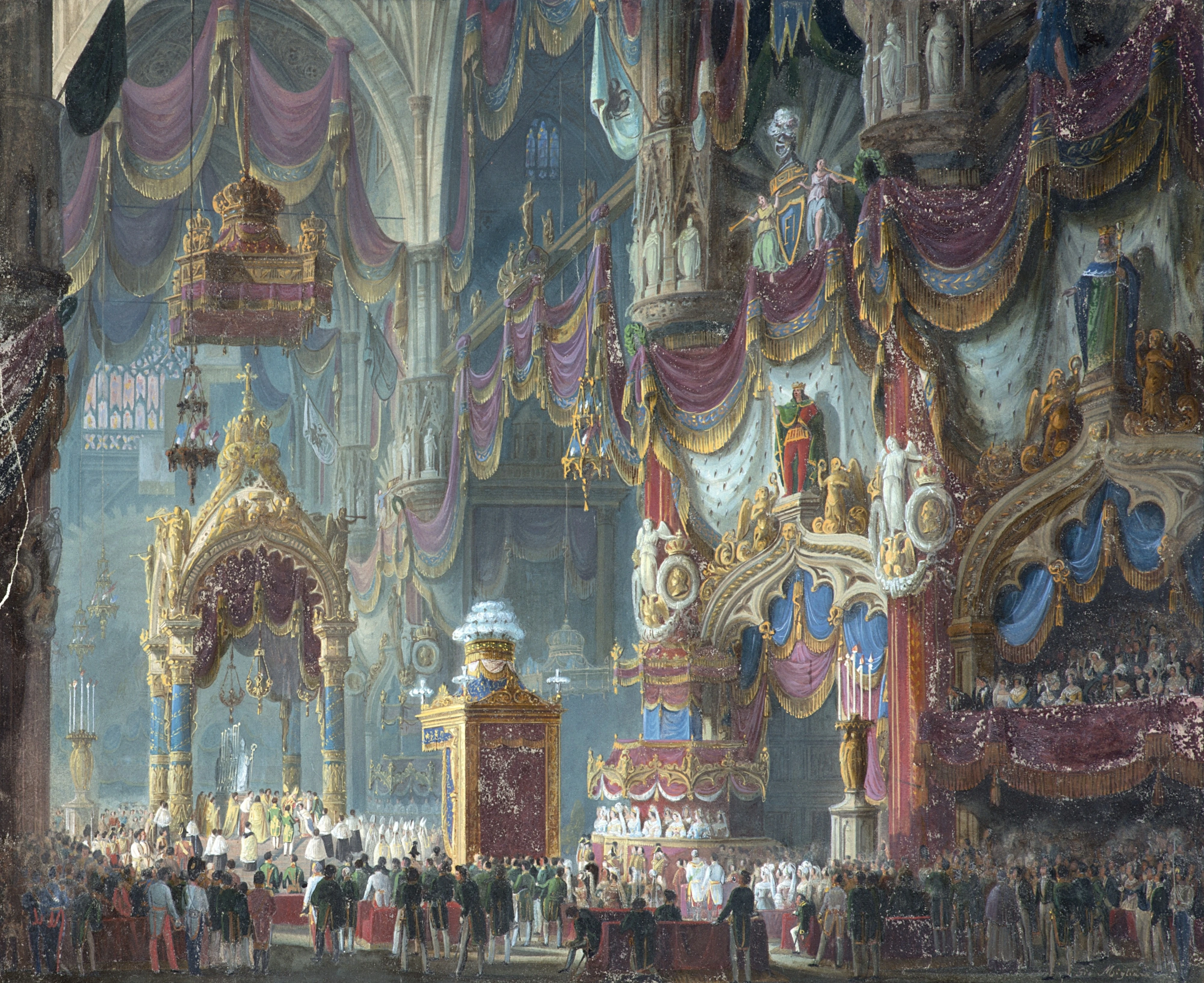
Scene eseguite per l'incoronazione di Ferdinando I d'Austria, re di Lombardia e Veneto (1838)

Alessandro Sanquirico (Milano, 27 luglio 1777 – Milano, 12 marzo 1849) è stato uno scenografo, architetto, pittore, disegnatore e calcografo italiano.

## Biografia
Alessandro Sanquirico è stato allievo di Giovanni Perego. Come architetto collaborò a realizzare il Teatro alla Scala di Milano, il Teatro Alberti di Desenzano, il Teatro Sociale di Canzo, il Teatro Sociale di Como e il Teatro Municipale di Piacenza.
Realizzò con Andrea Appiani e il Bargigli l'Arena di Milano.
Divenne lo scenografo più importante della sua epoca. Si ricordano in particolare le scenografie per il celebre ballerino Salvatore Viganò.
Collaborò come pittore al duomo di Milano, dipingendone le volte simulanti un traforo gotico. Celebri anche le vedute cittadine di Milano.

### Galleria d'immagini. Scene

#### L'ultimo giorno di Pompeidi Pacini (Teatro alla Scala, 1827)

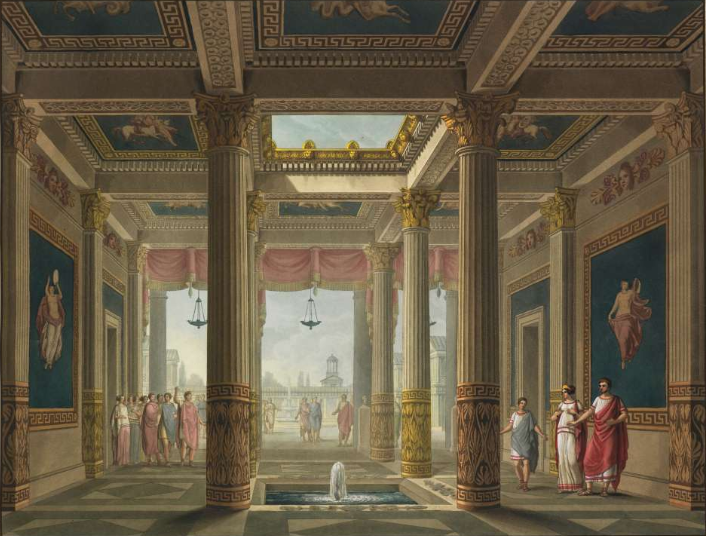
Alessandro Sanquirico, fondale per il primo atto, quadro primo dell'opera L'ultimo giorno di Pompei di Giovanni Pacini: atrio della casa di Sallustio (Teatro alla Scala, stagione 1827).
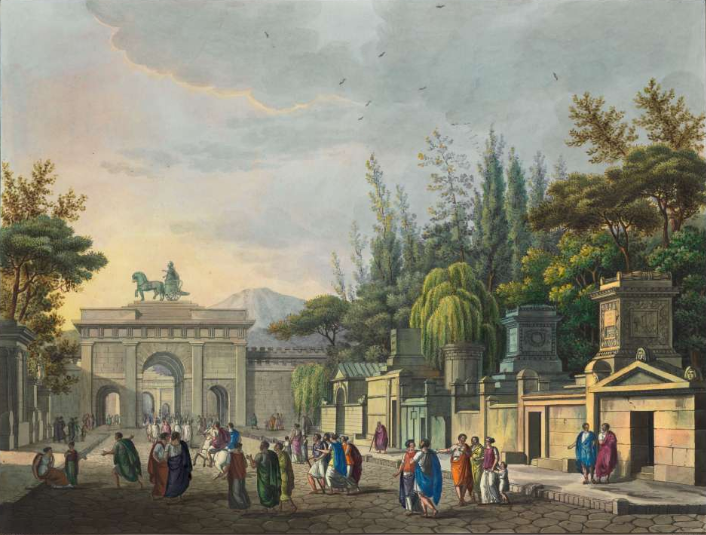
Fondale per il primo atto, quadro secondo: presso la porta Nolana
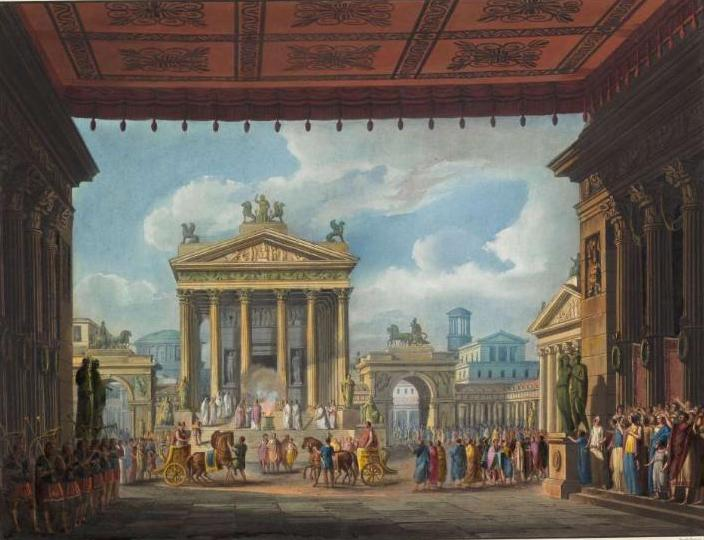
Fondale per il primo atto, quadro terzo: foro di Pompei, presso il tempio di Giove.
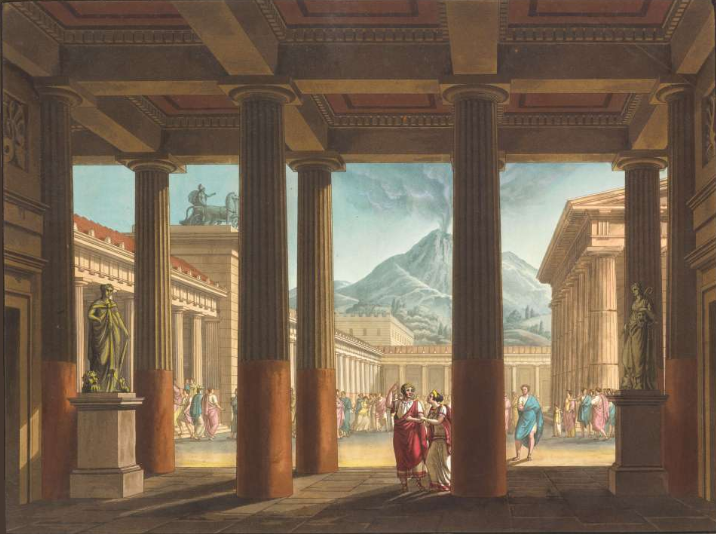
Fondale per il primo atto, quadro quarto: ingresso dell'Anfiteatro.
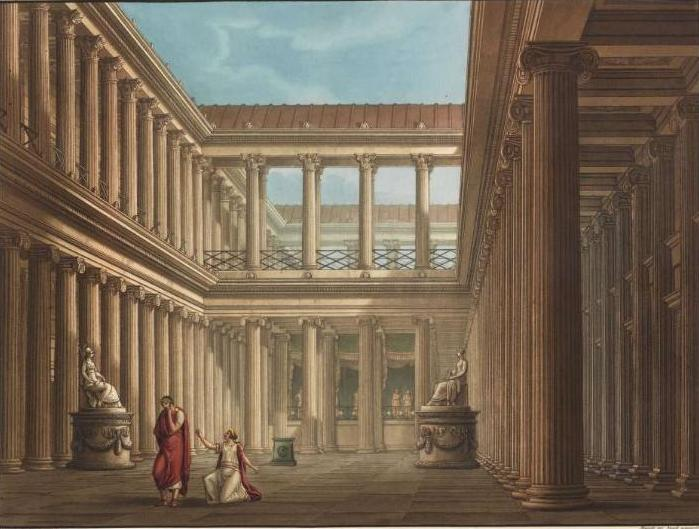
Fondale per il secondo atto, quadro primo: interno della Basilica di Pompei.
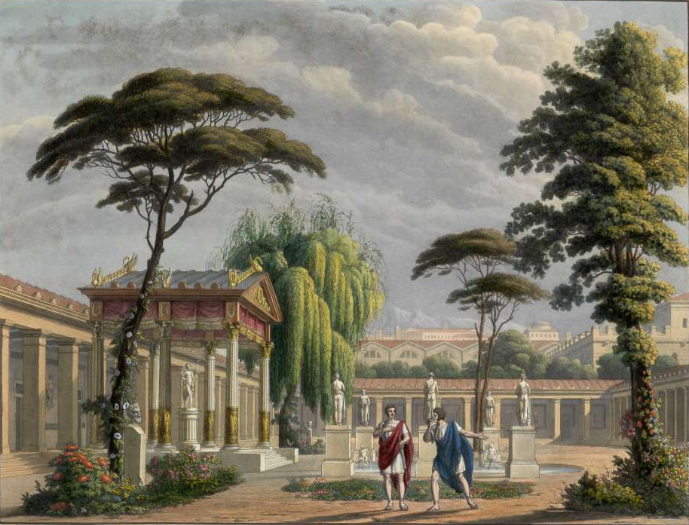
Fondale per il secondo atto, quadro secondo: orto della villa di Appio Diomede.
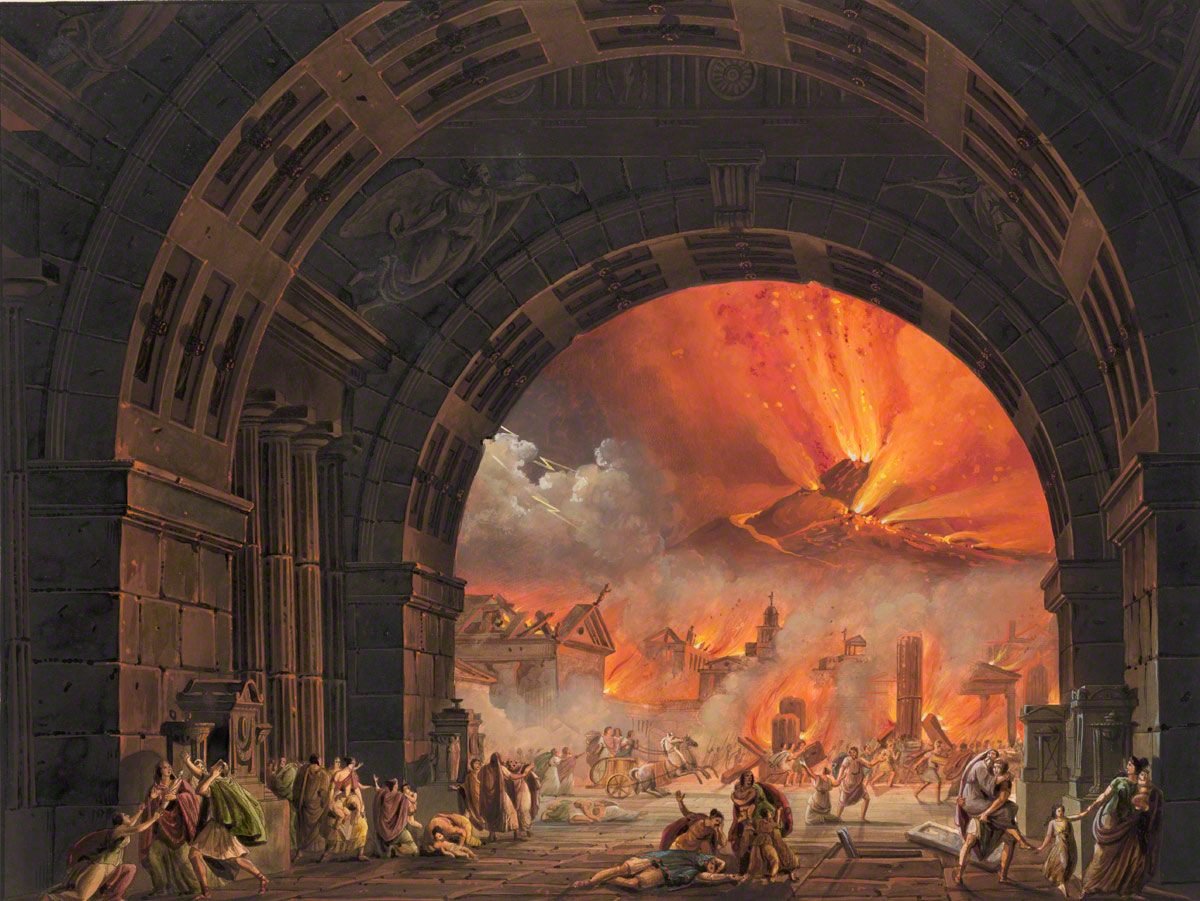
Fondale per il secondo atto, quadro ultimo: sotterraneo.

### Incisioni all'acquatinta[1]
- Raccolta di varie decorazioni sceniche inventate e dipinte dal pittore Alessandro Sanquirico per il Teatro alla Scale, 62 tavole, Milano, 1829
- L'ultimo giorno di Pompei, Milano, 1829

### Incisioni a soggetto patriottico[1]
- Battaglia di Piacenza ossia Vittoria riportata dalle gloriose Armate Imperiali […] il 20 giugno 1799
- Disegno dimostrativo e monumenti eretti nella Piazza del Castello, ora Foro Bonaparte in occasione della pace celebrata, e della prima pietra collocata in detto Foro dai Cittadini Governanti Sommariva, Visconti, Ruga lì 10 Fiorile Anno IX (20 aprile 1801), Civica raccolta delle stampe Achille Bertarelli
- Veduta del Circo eretto nel Foro Bonaparte per la Festa del 26 Giugno 1803
- Veduta del Giardini Pubblici con Monumenti eretti per la Festa del giorno 26 Giugno 1803
- Descrizione del Foro Bonaparte, 1806
- Entrata di Napoleone I da Porta Marengo, in Milano, l'8 maggio 1805, da un disegno di Luigi Canonica